# 肖晓琳
肖晓琳（1962年8月—2017年6月28日），女，湖南长沙人，中国中央电视台前节目主持人、制片人，并曾任中央电视台社会与法频道副总监。毕业于北京广播学院。

## 生平
1962年8月出生於湖南省长沙市。
1977年，文化大革命结束之后，恢复高考，肖晓琳考入北京广播学院（今中国传媒大学）播音系。
1985年，肖晓琳担任长沙市电视台（今湖南广播电视台，不是现在的长沙电视台）播音员。
1987年，肖晓琳考入中国社会科学院研究生院新闻系。
1988年，肖晓琳调入中国中央电视台担任节目主持人和制片人。
2017年7月12日，央视员工向媒体证实，肖晓琳因直肠癌在美国犹他州洛根逝世。

## 作品
- 《铁臂阿童木》
- 《中国龙》
- 《万里海疆》
- 《观察与思考》
- 《新闻联播》
- 《焦点访谈》
- 《半边天》
- 《社会经纬》
- 《今日说法》
- 《讲述》
- 《社区英雄》